# Танкиев, Абукар Хажалиевич
Абукар Хажалиевич Танкиев (ингуш. Тӏонкийнаькъан Хож-ӏаьлий Абукар; 25 марта 1939, Курп, ЧИАССР, СССР — 18 июля 2020) — советский и российский учёный-философ. Доктор философских наук, кандидат филологических наук, профессор Ингушского государственного университета. Член Союза писателей России, член Академии социальных наук.

## Биография
Родился 25 марта 1939 года в с. Курп Пседахского района ЧИАССР где и провёл свое раннее детство. В результате депортации чеченцев и ингушей в 1944 году оказался в с. Угловое Казахской ССР. Тогда же умерла его мать. Потом семья Танкиева переехала в с. Жулаевка Павлодарской области. Танкиев работал в колхозе в свои детские годы.
Семья Танкиева переехала в Павлодар в 1961 году. В том же году окончил местную школу рабочей молодежи, одновременно работая арматурщиком. В 1964 году поступил в Чечено-Ингушский государственный педагогический институт (ныне Чеченский государственный университет) и окончил его в 1969 году по специальности «учителя русского языка и литературы, ингушского языка и литературы». В институте прошёл путь от старшего научного сотрудника сектора литературы, завотделом литературы, завотделом фольклора, был ведущим научным сотрудником отдела литературы. Одновременно был доцентом Чечено-Ингушского государственного университета.
В 1992 году стал членом Союза писателей России.
В 1993—1998 годах был заместителем министра образования и науки Республики Ингушетия по вопросам науки и образования.
С момента открытия Ингушского государственного университета в 1994 году, Танкиев преподавал в качестве доцента на кафедре истории и философии. С 1997 года стал заведующим кафедрой философии университета, где проводил кропотливую, научно-исследовательскую и учебно-методическую работу по развитию и укреплению научной работы. Так, при кафедре под руководством Танкиева работала аспирантура по специальности «Философская антропология, философия культуры и религии» в которой он преподавал аспирантов.
Понимая стремительно изменение времени и несущую СМИ «массовую культуру» в народ, Танкиев создал программу для школ Ингушетии — по ингушской этике и этикету, выступив тем самым за сохранение ингушской культуры и популяризацию её со школьных лет.

## Научная деятельность
В 1978 году успешно защитил кандидатскую диссертацию по теме «Проблема эволюции образа человека в этическом творчестве вайнахов».
Вместе с А. У. Мальсаговым участвовал в создании более 20 статей по ингушской и чеченской мифологию в энциклопедиях «Мифы народов мира» (1987—1988) и «Мифологический словарь» (1990), вследствии чего об ингушской мифологии и древней культуры узнал весь современный мир (См. в разделе «Библиография»). 
Традиционная этика северокавказских народов — тема слабо изученная. Танкиев первым изучил традиционную этику ингушей в своём труде 1997 года — «Духовные башни ингушского народа»(См. в разделе «Библиография»).

## Оценка
Т. В. Жеребило:

Одним из первых ученых, который широким диапазоном осветил истоки формирования философской мысли у ингушей, является Танкиев Абукар Хажалиевич – доктор философских наук, профессор Ингушского государственного университета. Танкиев – крупнейший специалист по исследованию ингушского фольклора и его мировоззренческого характера.

Ф. Б. Саутиева:

Большим успехом ингушской фольклористики стало монографическое изучение отдельных жанров фольклора. Так, нартский эпос исследовали Ахмет Мальсагов и Уздиат Далгат, сказки – Лидия Цечоева и Борис Садулаев, мифы, легенды и предания – Ибрагим Дахкильгов, эстетику ингушского фольклора — Абукар Танкиев, героико-эпические песни — Магомет 
Матиев.

## Награды
- Почётная грамота (25.04.1986)
- Почетный работник высшего профессионального образования Российской Федерации (30.09.2002)
- Заслуженный деятель науки Республики Ингушетия (01.04.2004)

### Комментарии
1. ↑  Также встречаются варианты Хожалиевич и Хож-Алиевич.